# Róża czerwonawa
Róża czerwonawa (Rosa glauca) – gatunek krzewu należący do rodziny różowatych. Występuje pospolicie w Europie i rośnie spontanicznie głównie w jej południowej i centralnej części. W Polsce jest rośliną uprawną i dziczejącą (ergazjofigofit). Zdziczałe formy w środowisku spotykane są dość rzadko. Status gatunku we florze Polski: kenofit.

## Morfologia
PędyDorasta do 2,5 m wysokości, gałązki ma nagie, ciemnoczerwone i sino oszronione. Kolce wyrastają pojedynczo, są cienkie, nagie, zwykle nieliczne i nieregularnie wyrastające.
LiścieNa tegorocznych pędach 5-9 listkowe. Listki cienkie, pojedynczo piłkowane, czerwonawe, o eliptycznym kształcie i klinowatej nasadzie. Są nagie, lub co najwyżej na głównym nerwie owłosione.
KwiatyCzęsto zebrane w kwiatostany. Kwiaty pięciopłatkowe, różowe, jaśniejące w środku. Działki kielicha mają szerokość 2-3 mm, są całobrzegie (zewnętrzne posiadają nieliczne, wąskie łatki) i dłuższe od płatków korony. Szyjki słupka wolne, nagie, lub nieco tylko owłosione, o znamionach skupionych w główkę. Zewnętrzne pręciki kilkakrotnie dłuższe od słupka. Tworzące pierścień miodniki są wzniesione.
OwoceDrobne (do 1,5 cm średnicy), od koloru pomarańczowego do czerwonego, kulistawe, często spłaszczone.

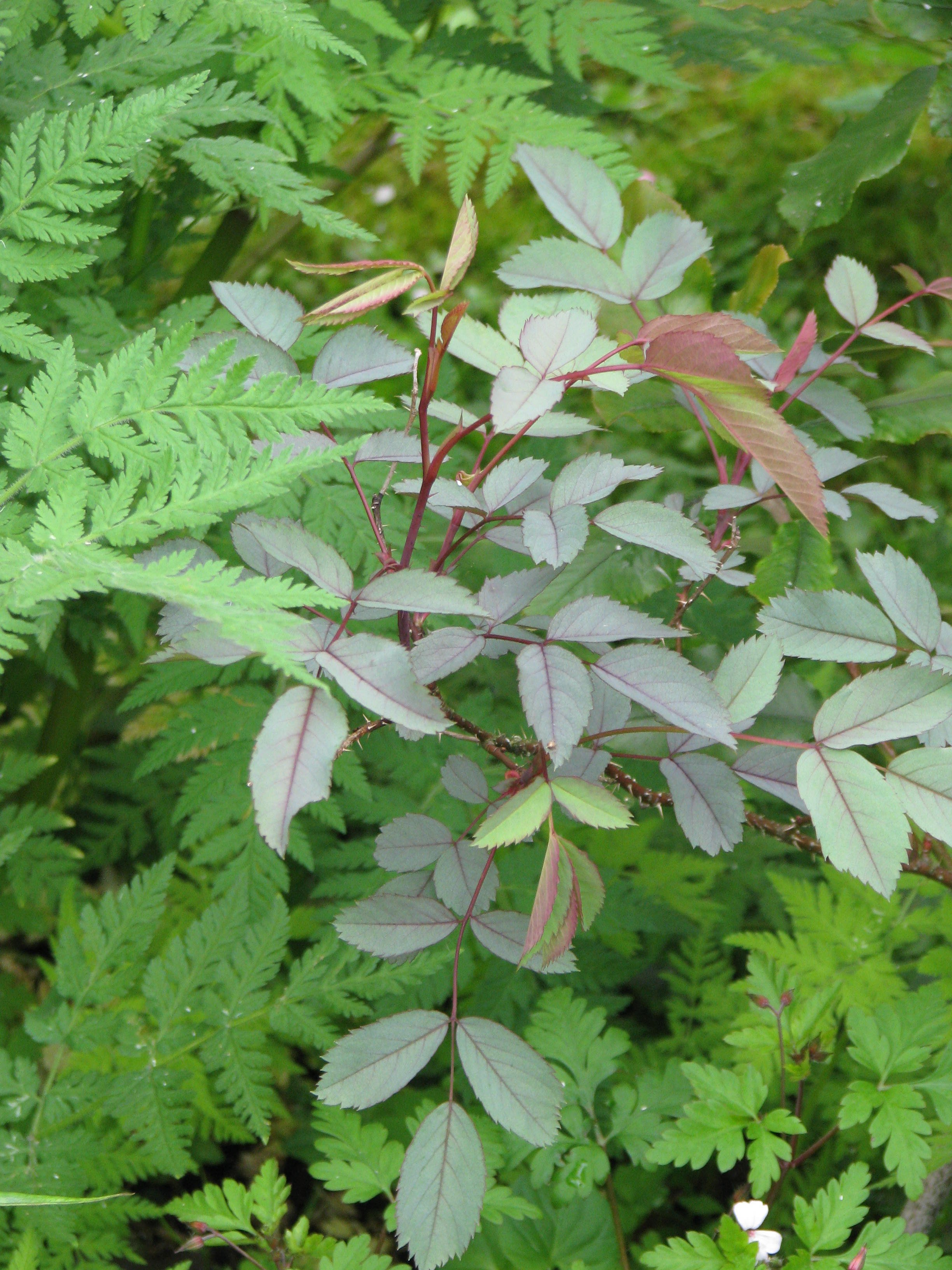
Liście
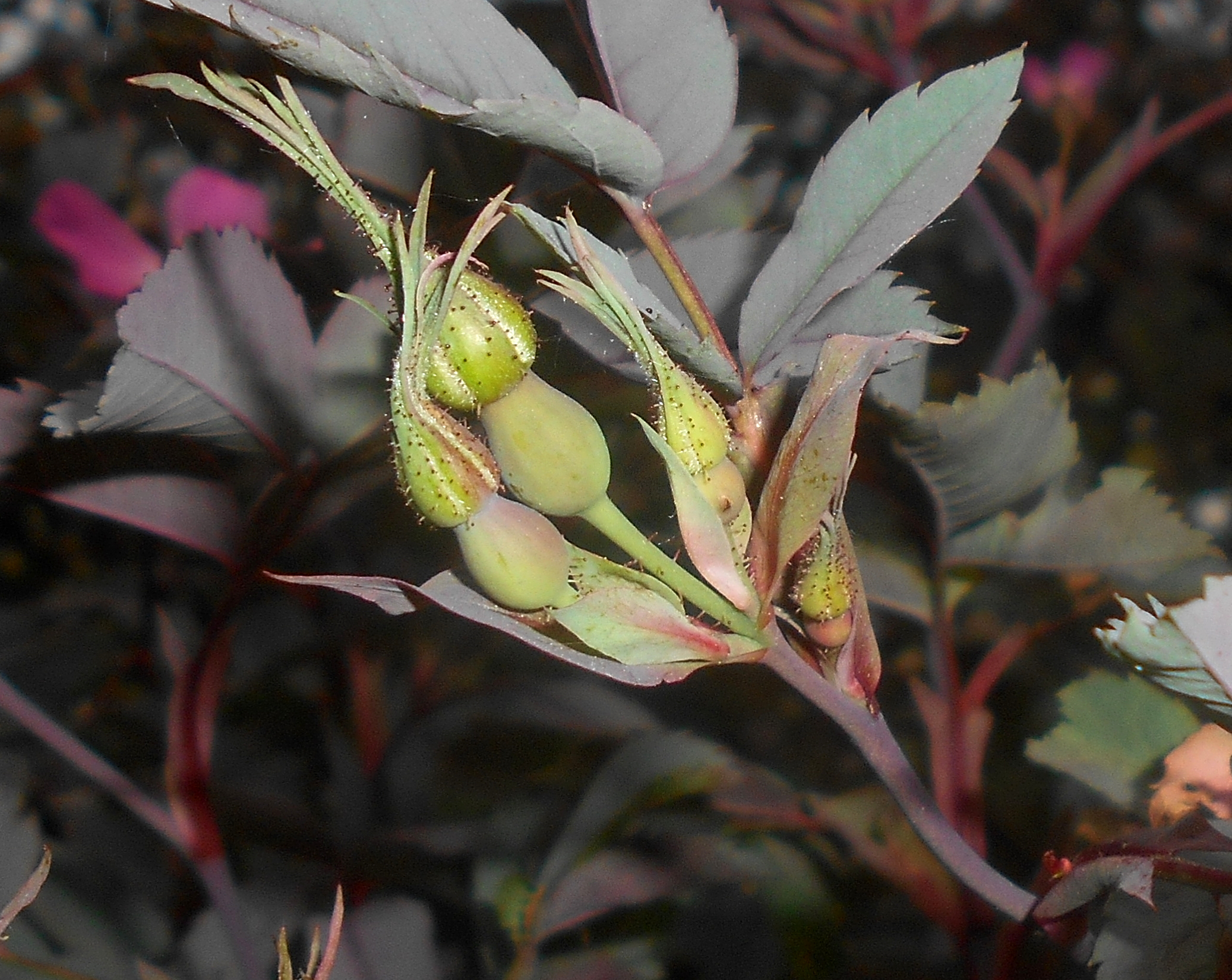
Pąki kwiatowe
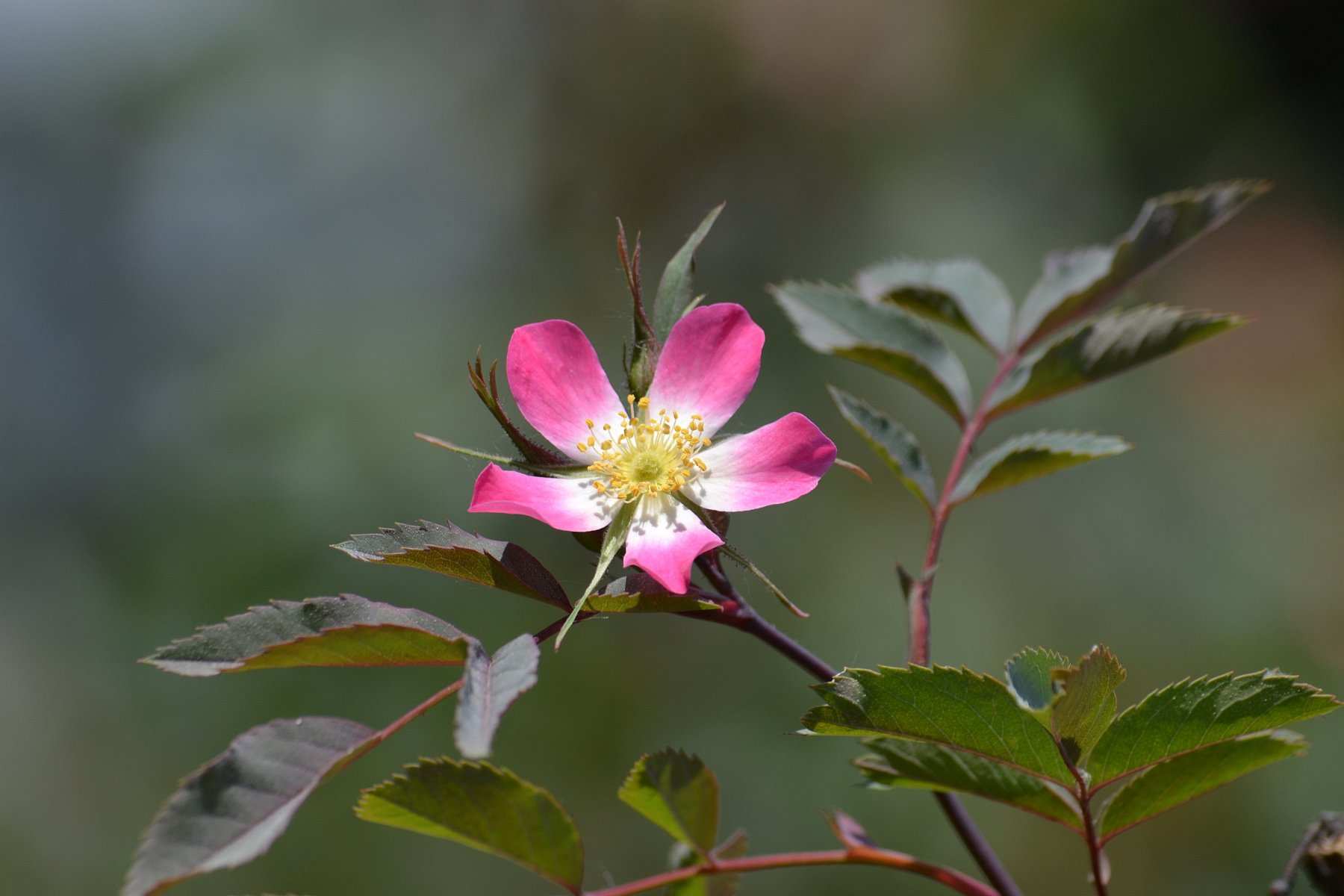
Kwiat
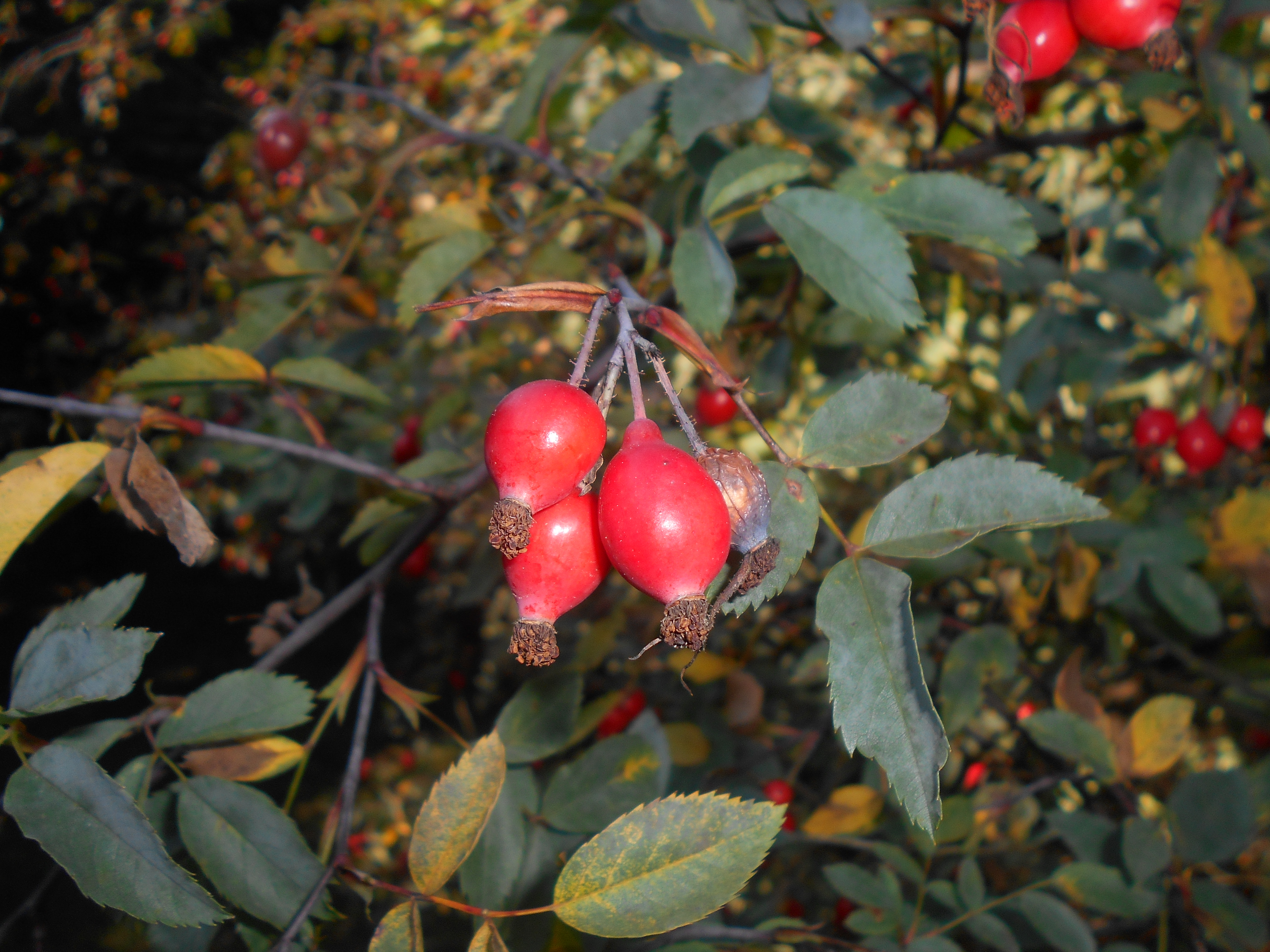
Owoce pozorne

## Biologia i ekologia
Krzew, nanofanerofit. W klasyfikacji zbiorowisk roślinnych gatunek charakterystyczny dla związku zespołów (All.) Berberidion. Kwitnie od czerwca do lipca, jest owadopylny.

## Zmienność
Tworzy mieszańce z różą alpejską, r. francuską, r. gęstokolczastą.

## Zastosowanie
Roślina ozdobna, uprawiana w licznych odmianach, zarówno w postaci typowego gatunku, jak i międzygatunkowych mieszańców. Nie ma specjalnych wymagań co do gleby, jest też w pełni mrozoodporna i nie trzeba ją okrywać na zimę. Wymaga natomiast słonecznego stanowiska. Nadaje się szczególnie na nieformowane szpalery, np. w parkach oraz do naturalistycznych ogrodów.